# Deutsche Bahn
Deutsche Bahn AG (DB AG або DB) — німецька залізнична компанія, найбільший залізничний оператор Німеччини. Deutsche Bahn AG є державною компанією, найбільшою залізнично-транспортною та залізнично-інфраструктурною компанією центральної Європи.

## Історія
Компанія створена в 1994 році злиттям Deutsche Bundesbahn — залізничної компанії Західної Німеччини та Deutsche Reichsbahn — залізничної компанії східної Німеччини (колишньої НДР).
У 2018 році Укрзалізниця вивчає питання щодо придбання від компанії Deutsche Bahn б/в дизельних локомотивів, дизель-електричних потягів, денних та спальних пасажирських вагонів деяких модифікацій.
У березні 2022 року стало відомо, що Deutsche Bahn організував логістичну мережу із залізничних та автомобільних ланцюгів доставки для доправлення гуманітарної допомоги з Німеччини в Україну.

## Структура компанії
Deutsche Bahn AG складається з декількох незалежних структурних підрозділів.

### Пасажирські перевезення
До групи з пасажирських перевезень входять такі дочірні підприємства:
- DB Bahn Fernverkehr — група підприємств, які здійснюють пасажирські перевезення поїздами далекого сполучення (InterCity, EuroCity), швидкісними поїздами (Intercity-Express) та нічними поїздами (CityNightLine)[9];
- DB Bahn Regio — група підприємств, які здійснюють регіональні, приміські та автобусні пасажирські перевезення (RE, RB, S-Bahn)[10];
- DB Arriva — регіональні пасажирські перевезення поза межами Німеччини[11].

### Транспорт та логістика
До групи транспорту та логістики входять дочірні підприємства, які здійснюють вантажні перевезення залізничним та іншими видами транспорту:
- DB Schenker Rail — вантажні перевезення залізничним транспортом[12];
- DB Schenker Logistics — логістика та комбіновані перевезення (залізничним, автомобільним, морським, річковим та повітряним транспортом)[13].

### Інфраструктура
До групи інфраструктури входять дочірні підприємства, які обслуговують залізничну інфраструктуру:
- DB Netze Fahrweg — група підприємств, які обслуговують рейкову інфраструктуру залізниць[14];
- DB Netze Personenbahnhöfe — група підприємств, які обслуговують вокзали[15];
- DB Netze Energie — група підприємств, які відповідають за енергозабезпечення залізниць (електроенергією та паливом)[16].

### Послуги
Підприємства з групи послуг відповідають за обслуговування рухомого складу, телекомунікації та комп'ютерну техніку, обслуговування службової техніки, обслуговування нерухомості та безпеку:
- DB Dienstleistungen[17].

## Поїзди «Coradia iLint»
У найближчому майбутньому між містами федеральної землі Нижня Саксонія почнуть курсувати поїзди на водневих паливних елементах. Очікується, що з часом вони повністю замінять дизельні регіональні поїзди.
9 листопада 2017 року на залізничному вокзалі міста Вольфсбурга відбулася презентація першого поїзда на водневих паливних елементах «Coradia iLint». Він розроблений і виготовлений в німецькому місті Зальцгіттер французькою компанією «Alstom».
Вже навесні 2018 року було заплановано, що перші два поїзди-прототипу «Coradia iLint» розпочнуть рух за маршрутом Букстегуде — Куксгафен. Нижньосаксонське транспортне міністерство планує в найближчому майбутньому повністю замінити водневими потягами дизельні регіональні поїзди. На ці цілі виділено 81,3 млн євро.
З 2021 року 14 таких поїздів будуть здійснювати постійні пасажирські маршрути між чотирма німецькими містами федеральної землі Нижня Саксонія — Куксгафен, Бремергафен, Бремерферде та Букстехуде. Відповідний договір нижньосаксонське транспортне відомство підписало з фірмою-виробником «Alstom», а також компанією «Linde», яка буде відповідати за технічне обслуговування і постачання водневого палива.
Поступово водневі поїзди повністю замінять дизельні склади на всіх маршрутах Австрії.
У липні 2022 року в Німеччині здійснювались випробовуння технології отримання сонячної енергії на залізничній інфраструктурі. Так, у Саксонії «Deutsche Bahn» спільно з британською компанією «Bankset Energy Ltd» тестувадася дільниця залізниці, на якій були розміщені сонячні панелі. Фотоелементи були розташовані між коліями та на шпалах. Британські фахівці обіцяють, що на один кілометр може вироблятися в середньому 100 кВт електроенергії, а вся маршрутна мережа могла б постачати приблизно стільки ж електроенергії, скільки п'ять атомних електростанцій. Наразі, мережа «Deutsche Bahn» охоплює понад 60 000 км. Для розміщення сонячних панелей німецька залізниця також може надати у використання дахи вокзалів, шумозахисні стіни, що розташовані уздовж залізниці.

## Високошвидкісні потяги Deutsche Bahn
Deutsche Bahn експлуатує ряд моделей високошвидкісних поїздів InterCity та InterCity-Express. 
Деякі ділянки інфраструктури Deutsche Bahn використовують також деякі закордонні швидкісні поїзди:
- Thalys: Дортмунд — Кельн — Аахен — німецько-бельгійський кордон;
- TGV: Франкфурт — Маннхайм — Саарбрюкен — німецько-французький кордон та Мюнхен — Штуттгарт — Карлсруе — Страсбург;
- EuroCity-Express: Франкфурт — Маннхайм — Карлсруе — Фрайбург — Базель.

8 грудня 2017 року урочисто відкрито останній новозбудований швидкісний відрізок між Ебенсфельдом та Ерфуртом інфраструктурного проєкту VDE 8. Відтепер від Берліна до адміністративного центру Баварії Мюнхена доїхати можна буде за 3 години 55 хвилин замість 6–7 годин раніше. На деяких ділянках поїзди досягають швидкості до 300 км/год. Відстань між двома містами становить 623 км. Це найдорожчий інфраструктурний проєкт в країні. Будівництво транспортного проєкту зайняло майже чверть століття і обійшлося в 10 млрд євро. На шляху через Тюрингський ліс пробиті 22 тунелі завдовжки до 8,3 км та зведено 29 віадуків. 
Залізничники концерну Deutsche Bahn розраховують, що на рік перевозитимуть до 3,6 млн пасажирів, що вдвічі більше, ніж зараз.
Deutsche Bahn оголосила, що протягом двох років 25 нових швидкісних поїздів отримають імена на честь 25 видатних жителів Німеччини. Крім Анни Франк, в список увійшли деякі члени німецького опору, серед них Ганс і Софія Шолль і пастор Дітріх Бонхеффер. Також нові потяги отримують назви на честь декількох німецьких канцлерів Конрада Аденауера, Людвіга Ергарда і Віллі Брандта, філософів Ганни Арендт і Карла Маркса, письменника Томаса Манна, композитора Людвіга ван Бетховена, актриси Марлен Дітріх тощо.